# Рогинский, Михаил Александрович
Михаи́л Алекса́ндрович Роги́нский (14 августа 1931, Москва — 5 июля 2004, Париж) — советский и французский художник.

## Биография
Родился 14 августа 1931 года в Москве. Его отец, Александр Эммануилович Рогинский (1898—1974), был одним из организаторов библиотечного дела в Красной Армии, начальником библиотеки Центрального дома Красной Армии; арестован в 1939 году, провёл 17 лет в лагерях; приходился двоюродным братом художнице Евгении Пастернак. Мать, Ревекка Константиновна (Куновна) Гудзенко (1898—1976), также была библиотекарем.
С 1946 по 1950 год учился в Московском городском художественном училище (класс М. С. Перуцкого). С 1950 по 1951 год учился в Московском областном художественном училище «Памяти 1905 года» (специальность «Художник театра»). С 1954 по 1960 год работал художником в театрах Северодвинска, Лысьвы, Пскова и Златоуста. С 1963 по 1969 год преподавал в Московской городской художественной школе на Кропоткинской. 1969—1976 Преподавал в Заочном Народном университете искусств им. Н. К. Крупской.
В 1978 году эмигрировал во Францию.
Похоронен в Москве на Донском кладбище.

## Семья
- Двоюродные братья — поэт Семён Петрович Гудзенко и антрополог Яков Яковлевич Рогинский[2].
- Троюродный брат — литературовед Евгений Пастернак.
- Жена — Лиана Шелия-Рогинская (1951—2022).

## Работы находятся в собраниях
- Государственная Третьяковская галерея, Москва.
- Государственный Русский музей, Санкт-Петербург.
- Московский музей современного искусства, Москва.
- Государственный Центр современного искусства, Москва.
- Государственный музейно-выставочный центр РОСИЗО, Москва,
- Зверевский центр современного искусства, Москва.
- Музей нонконформизма, Москва.
- Музей АРТ4, Москва.
- Новый музей, Санкт-Петербург.
- Музей «Другое искусство», Москва.
- Государственный музей-заповедник «Царицыно».
- Музей и общественный центр им. А. Д. Сахарова, Москва.
- Пермская государственная художественная галерея, Пермь.
- Центр Помпиду, Париж [4]
- Музей Джейн Вурхис Зиммерли, коллекция Нортона и Нэнси Додж, Рутгерский университет, кампус Нью-Брансуик, Нью-Джерси, США.
- Колодзей Арт Фонд, Хайланд-парк, Нью-Джерси, США.
- Собрание Валерия Дудакова и Марины Кашуро, Москва.
- Собрание Евгения Нутовича, Москва.
- Собрание Леонида Талочкина, Москва.
- Собрание Игоря Маркина

## Персональные выставки
- 2024 —  Полторы комнаты, Санкт-Петербург [5]
- 2018 — DiDi Gallery, Санкт-Петербург [6]
- 2016 — Фонд In Artibus, Москва
- 2016 — Музей АРТ4, Москва
- 2006 — «My Parisian all-stars» (совм. с А. Аккерманом, Н. Ракузиным). Галерея Давида Бинета, Тель-Авив, Израиль.
- 2005 — «Фрагменты повседневности: искусство Михаила Рогинского» (1931—2004). Художественный музей Джейн Вурхес Зиммерли, Университет Ратгерс, Нью-Брансвик, Нью-Джерси, США.
- 2005 — «Своё иное». Государственный Центр Современного искусства, Москва.
- 2004 — «Однодневная выставка» (вечер памяти). Государственный Центр Современного искусства, Москва.
- 2004 — «Прежде и теперь». Государственный Русский музей, Санкт-Петербург.
- 2004 — «Фактически ничего не меняется». Галерея «Сэм Брук», Москва.
- 2003 — «Михаил Рогинский. Пешеходная зона». Государственная Третьяковская Галерея, Москва.
- 2002 — «Городские виды и несколько натюрмортов». Галерея «Сэм Брук», Москва.
- 2002 — «Пешеходная зона». Государственная Третьяковская Галерея, Москва.
- 2001 — «Второй Русский авангард» (совм. с И. Шелковским). Галерея Каренина, Вена, Австрия.
- 2000 — Галерея «Red-Art», Москва.
- 1999 — Галерея «15 м²», Центр современного искусства Дж. Сороса, Москва.
- 1997 — Galerie Jorge Alyskewycz, Париж, Франция.
- 1996 — Квартира Полины и Анатолия Глузманов, Левиттаун, Нью-Йорк, США.
- 1995 — «Московская серия». L-галерея, Москва.
- 1993 — Galerie Jorge Alyskewycz, Париж, Франция.
- 1991 — Galerie Jorge Alyskewycz, Париж, Франция.
- 1988 — Galerie Jorge Lavrov, Париж, Франция.
- 1987 — «Moskau-Zyclus». Studio Galerie, Гамбург, Германия.
- 1985 — Galerie Jorge Lavrov, Париж, Франция.
- 1983 — Galerie Jorge Lavrov, Париж, Франция.
- 1980 — La Cite Internationale des arts, Париж, Франция.
- 1975 — Квартира Валерии Доброхотовой (Армянский пер., д. 1А), Москва, СССР.